# Paratanais intermedius
Paratanais intermedius is een naaldkreeftjessoort uit de familie van de Paratanaidae. De wetenschappelijke naam van de soort is voor het eerst geldig gepubliceerd in 1997 door Dojiri & Sieg.